# Damernas höga hopp i simhopp vid olympiska sommarspelen 1976
Damernas höga hopp i de olympiska simhoppstävlingarna vid de olympiska sommarspelen 1976 hölls den 19-20 juli i Olympic Pool, Montreal.

## Medaljörer
| Event              | Guld                                 | Silver               | Brons              |
| 10 meter höga hopp | Sovjetunionen Jelena Vajtsechovskaja | Sverige Ulrika Knape | USA Deborah Wilson |

## Resultat
| Placering | Simhoppare                       | Kval   | Kval      | Final            |
| Placering | Simhoppare                       | Poäng  | Placering | Poäng            |
| --------- | -------------------------------- | ------ | --------- | ---------------- |
| 1         | Elena Vajtsechovskaja (URS)      | 370,05 | 6         | 406,59           |
| 2         | Ulrika Knape (SWE)               | 410,40 | 1         | 402,60           |
| 3         | Deborah Wilson (USA)             | 398,37 | 3         | 401,07           |
| 4         | Irina Kalinina (URS)             | 408,63 | 2         | 398,67           |
| 5         | Cindy Shatto (CAN)               | 382,68 | 5         | 389,58           |
| 6         | Teri York (CAN)                  | 356,28 | 8         | 378,39           |
| 7         | Melissa Briley (USA)             | 389,85 | 4         | 376,86           |
| 8         | Heidi Ramlow-Becker (GDR)        | 362,37 | 7         | 365,64           |
| 9         | Janet Ely (USA)                  | 343,92 | 9         | Gick inte vidare |
| 10        | Rikiko Yamanaka (JPN)            | 340,32 | 10        | Gick inte vidare |
| 11        | Karin Guthke (GDR)               | 339,00 | 11        | Gick inte vidare |
| 12        | Tatjana Voljnkina-Sjtyreva (URS) | 333,33 | 12        | Gick inte vidare |
| 13        | Deborah Weil (MEX)               | 332,70 | 13        | Gick inte vidare |
| 14        | Tammy Macleod (CAN)              | 332,07 | 14        | Gick inte vidare |
| 15        | Fusako Kakumaru (JPN)            | 328,68 | 15        | Gick inte vidare |
| 16        | Renate Piotraschke (FRG)         | 328,62 | 16        | Gick inte vidare |
| 17        | Ursula Sapp (FRG)                | 327,24 | 17        | Gick inte vidare |
| 18        | Madeline Barnett (AUS)           | 323,67 | 18        | Gick inte vidare |
| 19        | Carmen Casteiner (ITA)           | 318,30 | 19        | Gick inte vidare |
| 20        | Elizabeth Jack (AUS)             | 312,18 | 20        | Gick inte vidare |
| 21        | Kerstin Krause (GDR)             | 305,46 | 21        | Gick inte vidare |
| 22        | Milena Duchková (TCH)            | 300,63 | 22        | Gick inte vidare |
| 23        | Susanne Wetteskog (SWE)          | 299,46 | 23        | Gick inte vidare |
| 24        | Brigitte Duda (AUT)              | 292,41 | 24        | Gick inte vidare |
| 25        | Norma Baraldi (MEX)              | 278,31 | 25        | Gick inte vidare |
| -         | Conchita Garcia (ESP)            | DNS    | -         | Gick inte vidare |